# アンリ1世・ド・ラ・トレモイユ

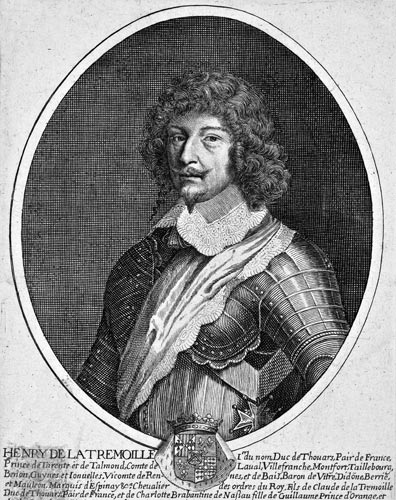
トゥアール公アンリ1世

アンリ・ド・ラ・トレモイユ（Henri de La Trémoïlle, 1598年12月22日 トゥアール - 1674年1月21日 トゥアール）は、ブルボン朝時代フランスの貴族。トゥアール公爵、ラ・トレモイユ公爵、タルモン公、ターラント公、ギーヌ伯、ジョンヴェル伯、タイユブール伯、ブノン伯。ラヴァル伯を継承した後は、同伯としてギー21世・ド・ラヴァル（Guy XXI de Laval）とも称した。
トゥアール公クロード・ド・ラ・トレモイユと妻シャルロッテ・ブラバンティナ・ファン・ナッサウの間の長子。1604年父を亡くし6歳で家督を継承、母の後見下に置かれた。翌1605年、親類のラヴァル伯ギー20世が死ぬと、母が長期にわたる親族との相続争いに勝利したおかげで、ブルターニュ地方とマイエンヌ地方にまたがる広大なラヴァル伯領を相続することができた。
1619年3月19日にスダンで、母方従妹のマリー・ド・ラ・トゥール・ドーヴェルニュと結婚。ユグノーとして育てられたが1628年にカトリックに改宗、これがきっかけで母と疎遠になった。1632年ウルスラ会修道院を、1652年クララ会修道院をそれぞれ領地トゥアールに建立した。また自身の所領内でのユグノー信仰を禁止するなどしたが、同じくユグノーとして育った妻を改宗させることはできなかった。
フランス軍に所属し騎兵隊上級大将（maître de camp général）を務めたが、イタリアでの戦役で膝を負傷し、軍でのキャリアを諦めて政治に関与するようになった。1648年のヴェストファーレン条約において、ナポリ王フェデリーコ1世の嫡流の来孫に当たることを根拠に名目的なナポリ王位請求権者の地位を認められた。
晩年は痛風に悩まされ、1668年には長男に所領の管理権を譲って公的生活から引退した。

## 子女
妻との間に5子をもうけた。
- アンリ・シャルル（1620年 - 1672年） - トゥアール公
- ルイ・モーリス（フランス語版）（1624年 - 1681年） - ラヴァル伯（ギー22世）、シャルー修道院長
- エリザベート（1628年 - 1640年）
- マリー＝シャルロット（1632年 - 1682年） - 1662年ザクセン＝イェーナ公ベルンハルトと結婚
- アルマン・シャルル（1635年 - 1643年） - タイユブール伯